# Thin Lizzys diskografi
Thin Lizzys diskografi omfattar bland annat tolv studioalbum.

## Studioalbum
| 1971                                                                               | Thin Lizzy - Releasedatum: 30 april 1971 - Skivbolag: Decca - Producenter: Scott English                          | —  | —  | —  | —   |
| 1972                                                                               | Shades of a Blue Orphanage - Releasedatum: 10 mars 1972 - Skivbolag: Decca - Producenter: Nick Tauber             | —  | —  | —  | —   |
| 1973                                                                               | Vagabonds of the Western World - Releasedatum: 21 september 1973 - Skivbolag: Decca - Producenter: Phil Lynott    | —  | —  | —  | —   |
| 1974                                                                               | Nightlife - Releasedatum: November 1974 - Skivbolag: Mercury Records - Producenter: Phil Lynott, Ron Nevison      | —  | —  | —  | —   |
| 1975                                                                               | Fighting - Releasedatum: 12 september 1975 - Skivbolag: Mercury Records - Producenter: Phil Lynott                | —  | 49 | 60 | —   |
| 1976                                                                               | Jailbreak - Releasedatum: 26 mars 1976 - Skivbolag: Mercury Records - Producenter: John Alcock                    | —  | 21 | 10 | 18  |
| 1976                                                                               | Johnny the Fox - Releasedatum: 16 oktober 1976 - Skivbolag: Mercury Records - Producenter: John Alcock            | —  | 17 | 11 | 52  |
| 1977                                                                               | Bad Reputation - Releasedatum: 2 september 1977 - Skivbolag: Mercury Records - Producenter: Tony Visconti         | 13 | 9  | 4  | 39  |
| 1979                                                                               | Black Rose: A Rock Legend - Releasedatum: 13 april 1979 - Skivbolag: Vertigo Records - Producenter: Tony Visconti | 15 | 8  | 2  | 81  |
| 1980                                                                               | Chinatown - Releasedatum: 10 oktober 1980 - Skivbolag: Vertigo Records - Producenter: Thin Lizzy, Kit Woolven     | 20 | 13 | 7  | 120 |
| 1981                                                                               | Renegade - Releasedatum: 15 november 1981 - Skivbolag: Warner Bros. - Producenter: Thin Lizzy, Chris Tsangarides  | —  | 24 | 38 | 157 |
| 1983                                                                               | Thunder and Lightning - Releasedatum: 4 mars 1983 - Skivbolag: Vertigo Records - Producenter: Chris Tsangarides   | 10 | 12 | 4  | 159 |
| "—" denoterar album som gavs ut, men som inte hamnade på den specifika topplistan. | |    |    |    |     |

## Livealbum
| 1978                                                                               | Live and Dangerous - Releasedatum: 2 juni 1978 - Skivbolag: Vertigo Records - Producenter: Thin Lizzy, Tony Visconti | — | 27 | 2  | 84 |
| 1983                                                                               | Life - Releasedatum: 16 oktober 1983 - Skivbolag: Vertigo Records - Producenter: Phil Lynott, Thin Lizzy             | — | 29 | 29 | —  |
| 1999                                                                               | Boys Are Back in Town: Live in Australia - Releasedatum: 7 december 1999 - Skivbolag: Nippon Crown - Producenter:    | — | —  | —  | —  |
| 2000                                                                               | One Night Only - Releasedatum: 2 juni 2000 - Skivbolag: CMC International - Producenter: John Sykes                  | — | —  | —  | —  |
| 2008                                                                               | UK Tour '75 - Releasedatum: 8 september 2008 - Skivbolag: Major League Productions - Producenter: Mike Dixon         | — | —  | —  | —  |
| 2009                                                                               | Still Dangerous - Releasedatum: 2 mars 2009 - Skivbolag: - Producenter:                                              | — | —  | 98 | —  |
| "—" denoterar album som gavs ut, men som inte hamnade på den specifika topplistan. | |   |    |    |    |

## Samlingsskivor
- 1976 – Remembering
- 1979 – Continuing Saga of Ageing Orphans
- 1981 – The Adventures of Thin Lizzy
- 1981 – Rockers
- 1981 – Lizzy Killers
- 1985 – The Collection
- 1991 – Dedication: The Very Best of Thin Lizzy
- 1996 – Wild One: The Very Best of Thin Lizzy
- 1998 – Master Series
- 2000 – Millennium Edition
- 2002 – The Hero and the Madman
- 2005 – Classic Thin Lizzy: The Universal Master Collection
- 2006 – Outlawed - Thin Lizzy and the Real Phil Lynott
- 2006 – Vagabonds Kings Warriors Angels
- 2006 – The Definitive Collection
- 2006 – Rhino Hi-Five: Thin Lizzy
- 2007 – Greatest Hits
- 2008 – The Silver Spectrum Collection

## CD-boxar
- 1991 – 4 CD Box Set - Thin Lizzy
- 1998 – Box Set - Thin Lizzy & Phil Lynott
- 2002 – Vagabonds Kings Warriors Angels

## Singlar
| 1970 | The Farmer - Releasedatum: 31 juli 1970                                         | —  | —  | —  | —  |
| 1973 | Whiskey in the Jar - Releasedatum: 3 november 1973                              | 1  | 15 | 6  | —  |
| 1973 | Randolp's Tango - Releasedatum: 4 maj 1973                                      | 14 | —  | —  | —  |
| 1973 | The Rocker - Releasedatum: 9 november 1973                                      | 11 | —  | —  | —  |
| 1974 | Little Darling - Releasedatum: 11 april 1974                                    | —  | —  | —  | —  |
| 1974 | Philomena - Releasedatum: 25 oktober 1974                                       | —  | —  | —  | —  |
| 1974 | It's Only Money - Releasedatum: 1974                                            | —  | —  | —  | —  |
| 1974 | Showdown - Releasedatum: 1974                                                   | —  | —  | —  | —  |
| 1975 | Rosalie - Releasedatum: 27 juni 1975                                            | —  | —  | —  | —  |
| 1975 | Wild One - Releasedatum: 17 oktober 1975                                        | —  | —  | —  | —  |
| 1976 | The Boys Are Back In Town - Releasedatum: 17 april 1976                         | 1  | —  | 8  | 12 |
| 1976 | Jailbreak - Releasedatum: 30 juli 1976                                          | —  | —  | 31 | —  |
| 1976 | Johnny the Fox Meets Jimmy the Weed - Releasedatum: 30 juli 1976                | —  | —  | —  | —  |
| 1976 | Cowboy Song - Releasedatum: 1973                                                | —  | —  | —  | 77 |
| 1976 | Rocky - Releasedatum: 1976                                                      | —  | —  | —  | —  |
| 1976 | Don't Believe A Word - Releasedatum: 26 november 1976                           | 2  | —  | 12 | —  |
| 1977 | Dancing in the Moonlight (It's Caught Me in Its Spotlight) - Releasedatum: 1977 | 4  | —  | 14 | —  |
| 1978 | Rosalie (live) - Releasedatum: 28 april 1978                                    | 14 | —  | 20 | —  |
| 1979 | Waiting For An Alibi - Releasedatum: 23 februari 1979                           | 6  | —  | 9  | —  |
| 1979 | Do Anything You Want To - Releasedatum: 8 juni 1979                             | 25 | —  | 14 | —  |
| 1979 | Sarah - Releasedatum: 5 oktober 1979                                            | 26 | —  | 24 | —  |
| 1979 | Got to Give It Up - Releasedatum: 1979                                          | —  | —  | —  | —  |
| 1980 | Chinatown - Releasedatum: 16 maj 1980                                           | 12 | —  | 21 | —  |
| 1980 | Killer on the Loose - Releasedatum: 9 september 1980                            | 5  | —  | 10 | —  |
| 1980 | Hey You - Releasedatum: 6 januari 1980                                          | —  | —  | —  | —  |
| 1981 | Trouble Boys - Releasedatum: 31 juli 1981                                       | 30 | —  | 53 | —  |
| 1982 | Hollywood - Releasedatum: 1982                                                  | —  | —  | 53 | —  |
| 1983 | Cold Sweat - Releasedatum: 4 januari 1983                                       | 23 | —  | 27 | —  |
| 1983 | Thunder and Lightning - Releasedatum: April 1983                                | 22 | —  | 39 | —  |
| 1983 | The Sun Goes Down - Releasedatum: Juni 1983                                     | —  | —  | 52 | —  |
| 1991 | Dedication - Releasedatum: 11 januari 1991                                      | 2  | —  | 35 | —  |
| "—" denoterar singel som inte hamnade på den specifika topplistan, alternativt inte släpptes i det landet. |                                                                                 |    |    |    |    |